# Le Choix d'une mère
Pour plus de détails, voir Fiche technique et Distribution.
Le Choix d'une mère (A Private Matter) est un film américain réalisé par Joan Micklin Silver, sorti en 1992.

## Synopsis
ceci est une histoire vraie de Sherri Chessen (en).

## Fiche technique
- Titre : Le Choix d'une mère
- Titre original : A Private Matter
- Réalisation : Joan Micklin Silver
- Scénario : William Nicholson
- Photographie : Paul Elliott (en)
- Musique : James Newton Howard
- Pays d'origine : États-Unis
- Genre : drame
- Date de sortie : 1992

## Distribution
- Sissy Spacek : Sherri Finkbine (Sherri Chessen (en))
- Aidan Quinn : Bob Finkbine
- Estelle Parsons : Mary Chessen
- Sheila McCarthy : Diane Callaghan
- Leon Russom : Steve Morris
- Xander Berkeley : Peter Zenner
- Richard Venture : Dr Werner
- Jeff Perry : Randall Everett
- Michael Byrne : Reporter
- Taylor Fry : Sandra Harper
- Steven Gilborn : Harvey
- Carla Gugino : Mary Beth
- Ken Jenkins : Frank Kearns
- Allison Mack : Terri Finkbine
- William H. Macy : Psychiatre